# 郡市対抗県内一周駅伝大会
郡市対抗県内一周駅伝大会（ぐんしたいこうけんないいっしゅうえきでんたいかい）は、毎年2月の第3金曜日～日曜日に開催される佐賀県の駅伝大会。主催は佐賀新聞社・佐賀陸上競技協会。

## 概要
佐賀県内において1961年（昭和36年）から開催されている駅伝大会。全35区間297.9kmの距離を10市6郡の13チームが競う。1日目は基山町から嬉野市までの11区間109.8km、2日目は嬉野市から唐津市までの14区間109.9km、3日目は唐津市から佐賀市までの10区間78.2km。
297.9kmという距離はかつては、確認されている限りでは現在まで行われている（開催が継続中の）駅伝競走では、世界で2番目に長いが、現在は鹿児島の583.7km、長崎の407.3km、大分の390.8kmなど、九州開催の大会が上位を占めている。

## 沿革
- 第1回　2日間の日程で13チームが参加（鳥栖市AB、三養基郡、神埼郡、佐賀市、多久市、小城郡、唐津市、東松浦郡、伊万里市、西松浦郡、武雄市、鹿島市）
- 第2回　15チーム参加（佐賀郡、杵島郡、藤津郡が初参加）
- 第24回　3日間に拡大。高校男子区間新設。（3日目の最終区を除く10km以下の区間に出走可。但し、高校生限定でないため一般も出走できる。）
- 第34回　女子区間新設。（中学生、高校生、大学生、一般が出走可）
- 第46回　中学男子区間新設。唐津市と東松浦郡が合併し14チームとなる。
- 第48回　佐賀市と佐賀郡が合併し13チームとなる。

## 参加チーム

### チーム一覧
カッコ内はたすきの色。
- 鳥栖市（黄緑）
- 三養基郡（黄）
- 神埼・吉野ヶ里（オレンジ）
- 佐賀市（クリーム）
- 多久市（エンジ）
- 小城市（茶）
- 唐津・玄海（赤）
- 伊万里市（深緑）
- 西松浦郡（紺）
- 武雄市（紫）
- 杵島郡（緑）
- 鹿島市（青）
- 嬉野・太良（水）

第45回大会までは、郡市ごとの15チームであったが、市町村合併によりチーム構成やチーム名に変更が生じた。
第46回大会で旧唐津市と旧東松浦郡が合併し、現唐津・玄海チーム発足。
第48回大会で旧佐賀市と旧佐賀郡が合併し、現佐賀市チーム発足。

### チーム編成
- 監督1人、コーチ4人以内、選手30人、計35人以内（但し、男子高校生及び女子は5人以内、男子中学生は4人以内）

## 表彰

### チーム表彰
- 総合優勝
- 日間賞
- 躍進賞（前年からの時間短縮）
- 敢闘賞（前年からの順位向上）

### 個人表彰
- 最優秀選手賞
- 優秀選手賞
- 新人選手賞
- 区間賞
- 区間新記録賞
- 特別協賛社賞（中学男子、高校男子、女子）
- 連続出場表彰（5、10、15、20、25、30、35年連続出場）

### 優勝回数
- 佐賀市  41回
- 小城市   8回
- 神埼郡   4回
- 鳥栖市   2回
- 東松浦郡 2回
- 杵島郡   1回
- 伊万里市 1回

（59回大会まで）

## 市町村対抗駅伝を行っている他の都道府県
- 青森県（青森県民駅伝競走大会）
- 岩手県（一関・盛岡間駅伝競走大会）
- 宮城県（みやぎ地域対抗駅伝競走大会）
- 秋田県（秋田25市町村対抗駅伝ふるさとあきたラン！）
- 山形県（山形県縦断駅伝競走大会）
- 福島県（市町村対抗福島県縦断駅伝競走大会）
- 茨城県（茨城県民駅伝競走大会）
- 栃木県（栃木県郡市町対抗駅伝）
- 埼玉県（埼玉県駅伝競走大会）
- 千葉県（山武郡市民駅伝競走大会）
- 東京都（中学生「東京駅伝」大会）
- 神奈川県（市町村対抗かながわ駅伝競走大会）
- 新潟県（新潟県縦断郡市対抗駅伝競走大会）
- 富山県（富山県駅伝競走大会）
- 石川県（石川県市町対抗ふるさと駅伝）
- 福井県（都市対抗駅伝競走大会）
- 山梨県（山梨県一周駅伝競走大会）
- 長野県（長野県縦断駅伝競走、長野県市町村対抗駅伝競走大会）
- 岐阜県（ぎふ清流郡市対抗駅伝競走大会）
- 静岡県（しずおか市町村対抗駅伝）
- 愛知県（愛知県市町村対抗駅伝競走大会）
- 三重県（美し国三重市町対抗駅伝）
- 京都府（京都府民総体市町村対抗駅伝）
- 大阪府（大阪府市町村対抗駅伝競走大会）
- 兵庫県（兵庫県郡市区対抗駅伝）
- 奈良県（市町村対抗子ども駅伝大会）
- 和歌山県（和歌山県市町村対抗ジュニア駅伝競走大会）
- 鳥取・島根県（宍道湖一周駅伝競走大会）
- 岡山県（「晴れの国　岡山」駅伝競走大会）
- 山口県（山口県読売駅伝）
- 徳島県（徳島駅伝）
- 香川県（郡市対抗源平駅伝）
- 高知県（県市町村対抗駅伝）
- 福岡県（市町村対抗福岡駅伝）
- 長崎県（郡市対抗県下一周駅伝大会）
- 熊本県（郡市対抗熊日駅伝、熊日郡市対抗女子駅伝大会）
- 大分県（県内一周大分合同駅伝）
- 宮崎県（宮崎県市町村対抗駅伝競走大会）
- 鹿児島県（鹿児島県下一周市郡対抗駅伝競走大会）
- 沖縄県（沖縄一周市郡対抗駅伝競走大会）